# 하나회

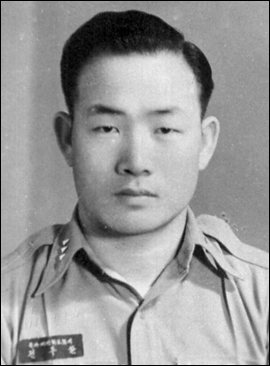
하나회의 수장 전두환(대위 시절)

하나회(壹會, 一會), 또는 일심회(一心會) 또는 신군부(新軍部)는 1963년 전두환, 정호용, 노태우, 김복동 등 대한민국 육사 11기생들의 주도로 비밀리에 결성했던 군대 내의 사조직이다. 이후에는 육군사관학교의 각 기수를 내려오면서 주로 경상도 출신 소장파 장교들을 대상으로 3~4명씩 회원을 계속 모집하였다.
1979년에는 육사 11기, 12기생을 중심으로 발전하여 12·12 군사 반란, 5·17 쿠데타를 주도하고 광주항쟁의 탄압과정에도 참가했으며, 1995년 12·12 및 5·18 사건 재판에서 핵심 인사들이 유죄 판결을 받았다.

## 이력

### 초기
1951년, 4년제 육군사관학교 첫 입학생 중 영남 출신 생도인 전두환, 최성택, 박병하, 노태우, 김복동 등 5명이 오성회를 조직한 것이 시초이다.
1961년 말 전두환, 최성택, 백운택, 정호용, 손영길, 노태우, 권익현 등 육사 11기들이 친목 모임으로 칠성회를 만들었다. 이게 나중에 하나회로 바뀌었는데, 오성회 구성원이었던 김복동은 칠성회 당시 탈퇴했지만 칠성회가 하나회로 재개편되고 난 이후 하나회에 재가입하여 사실상으로 하나회에 복귀했다.
전두환 주도로 육군사관학도들은 5·16 군사 정변 지지 시위를 벌였고, 이는 박정희 소장의 관심을 끌었다. 이후 5성회는 회원을 지속적으로 받아들여 확대 개편 과정을 여러 번 거쳤다. 이들은 1963년 7월 6일을 기점으로 육군사관학교 8기를 몰아내기 위해 '7·6 친위 쿠데타'를 기획했으나 실패했다. 동향 출신 세력을 키우고자 한 박정희는 이들에게 책임을 묻지 않았다.
하나회에 가입하기 위해 가입 대상자는 보스에게 절대 복종을 강요하는 서약 절차를 거쳤다.
- 하나회의 선후배와 동료들에 의해 합의된 명령을 복종한다.
- 하나회원 상호 간에 경쟁하지 않는다.
- 이상의 서약을 위반할 시 '인격 말살'을 감수한다.

하나회 회원들은 육군본부 인사참모부, 보안사령부 내사과 등의 진급 담당 요직을 점거하여 승진이나 자리 이동 때 선배가 후배를 추천하고 밀어주는 식으로 군내 주요 요직을 독점하였다. 1973년 윤필용 사건에서 수사 도중 하나회의 실체가 드러났다. 강창성 보안사령관이 조사한 하나회는 (1) 정규 육사 출신을 기본 정원제로 가입, 10명 내외로 (2) 회원 다수는 영남 출신이 점한다. (3) 비밀 점조직 방식으로 조직하되 가입 시 조직에 신명을 바쳐 충성할 것을 맹세케 한다. (4) 고위층으로부터 활동비를 지급받거나 재벌로부터 자금을 징수 (5) 회원이 누릴 수 있는 혜택은 진급 및 보직상의 특혜라고 밝혀졌다.
팀의 초기 리더는 윤필용과 전두환이다. 윤필용은 1973년 윤필용 사건으로 한풀 꺾이지만, 조직의 다른 우두머리인 전두환은 기적적으로 보안사령관에 복귀, 전두환에 대한 박정희의 각별한 신뢰를 바탕으로 그 이후에도 계속 세력을 확장하였다. 하나회는 박정희에 충성을 맹세하며 대통령의 지원을 받아 엄청난 세력이 되었고, 서로에 대해 "형님"이라는 암호명으로 서로가 하나회 멤버임을 과시했다.

### 현실
하나회에 가담한 구성원들이 대부분 육군사관학교 11기 생도 시절 학업 성적이 하위권이었고 특히 리더 전두환은 이 중에서 최하위였다. 성적과 실적은 비례하지 않지만 전두환은 성적이 매우 나빠서 퇴교 위기에 몰린 끝에 겨우 졸업할 정도였다. 그래도 육사에 입학하려면 상위권학과 갈 성적을 요한다. 당시 공부를 못하는 인원이 입학한 이유는 이들이 1955년 임관자인지라 입교를 1951년에 했는데 이 당시 상황이 한국전쟁 중이긴 했으나 전면전에서 점점 국지전화되어가는 시점이었으며 이 때문에 일반 대학교를 졸업하면 전쟁터에 가지 않아도 되는 반면 사관학교를 졸업하면 졸업과 동시에 전쟁터로 끌려가야 했다. 더군다나 당시에는 갑종장교가 육군사관학교보다 더욱 엘리트 대우를 받는 장교였기 때문에 갑종장교 탈락자 위주로 육군사관학교에 입학했다. 실제로도 전두환과 동기인 육사 11기는 입학은 200명이 했지만 44명이 퇴교해서 실제로는 156명만 소위로 임관할 정도로 생도들의 임관의지가 부족했다. 단, 하나회에서는 김복동만 유일하게 학업 성적이 좋았다. 

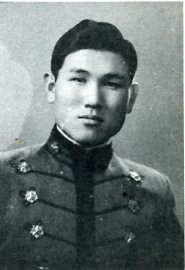
노태우(육군사관생도 시절)

다음은 육사 11기로 임관한 156명 중 하나회에 소속된 소위들의 임관 성적이다.
- 김복동: 13등
- 권익현: 55등
- 노태우: 67등
- 손영길: 81등
- 정호용: 86등
- 전두환: 126등

참고로 육사 11기 학업성적 1등은 김성진으로 김성진은 야전 지휘관이 아닌 육군사관학교 교관으로 진로를 결정했다. 노태우의 경우 원래는 입교한 200명의 인원 중에서 10등 안에 들었을 정도로, 입학 초기에는 공부를 잘했으나 전두환 같은 친구들을 사귀는 과정에서 공부를 점점 멀리하는 바람에 성적이 크게 하락했다.

### 진급 편애
하나회 회원들만 일방적으로 진급에 유리하게 편애했으며 다른 장교들의 진급은 일단 하나회 먼저 진급 시키고 남는 자리로 진급 심사를 했다. 이 때문에 두 장교인 장태완(비 하나회)과 전두환(하나회)을 비교해보면 그들의 진급 과정이 매우 황당하다.
- 장태완: 1950년에 갑종장교로 임관하여 6.25 전쟁에 참전했으며 1953년 휴전협정 당시 대위였다.
- 전두환: 1955년에 육군사관학교로 임관했다. 되려 1951년에 육군사관학교에 입학했을 당시에는 성적 열등자로 퇴교 위기에 여러 번 몰리기도 했다.

원칙대로 하자면 장태완이 사단장으로 재직한 사단에 전두환이 장태완의 부하 연대장으로 재직해야 맞지만 이 두 사람은 1977년에 동시에 소장으로 진급했다.

### 12·12 군사 반란과 5·17 쿠데타
1979년에는 10·26 사건 이후 육사 11기, 12기생 회원들을 중심으로 권력공백기를 이용하여 군의 정상적인 지휘체계를 무시하고 군내 각 요직에 배치된 하나회 회원들이 보안사령관이었던 전두환의 뜻에 따라 12·12 군사 반란을 주도했다. 12·12 군사 반란 이후 하나회 인사들은 군의 핵심 요직에 올랐다. 또한 전두환은 12·12을 묵인한 이희성을 계엄사령관 겸 육군참모총장에, 황영시를 육군참모차장에 직접 임명하였다. 12·12 에 참여한 하나회 회원과 12·12 을 비호한 일부 장성들의 세력은 "새로운 군부 세력"이란 뜻으로 '신군부'로 불리게 되었다.
전두환을 중심으로 하는 새로운 군부 세력들은 5월 초 집권 시나리오를 기획하여, 방해 세력을 제거하고 정권을 장악하기 위해 5·17 쿠데타를 일으켰다. 이들은 정치인과 재야인사들을 연행하고, 국회에 군병력을 주둔하여 임시국회를 무산시키는 등 반대 세력을 제압하였다. 그 당시에도 국회는 도움을 별로 주지 못하였다. 또한 이들은 5·17 쿠데타에 항거하여 일어난 5·18 광주 민주화 운동을 진압하였다. 이후 전두환이 대통령에 취임하자 하나회 회원들은 육군참모총장, 합동참모의장, 보안사령관, 특전사령관, 수도경비사령관과 같은 군내 요직뿐만 아니라 전역 후에도 장관, 국회의원을 역임했다.

### 해체 과정
1993년 초 육사 31기생(1975년도 임관)들이 동기회장 선출을 두고 하나회와 비(非)하나회로 분열되어 물리적 충돌까지 빚었던 사건이 발생했다. 사태는 양측이 한 술집에서 맥주병이 깨지고 바닥에 뒹굴며 난투극까지 치르는 소동을 벌인 뒤에야 다소 진정되었으나, 이미 동기생들 간의 앙금은 씻을 수 없는 지경에 이르렀다. 또한 김영삼 정부가 출범한 직후인 1993년 4월 2일 서울특별시 용산구 동빙고동 군인아파트에 익명의 군인에 의해 하나회 명단이 살포되었다. 
이러한 사태로 인하여, '군정 종식'을 슬로건으로 내걸었던 김영삼의 문민정부는 하나회에 대한 대대적인 숙청작업을 진행하였다. 5·18 광주 민주화 운동의 책임과 12·12 군사 반란에 대한 책임을 물어 전두환 및 노태우 등 관련자들은 재판에 회부되었다.

### 지속 여부 관련 논란
하나회는 사실상 육사 36기부터 종식되었다는 이야기가 있으나 일각에서는 현 소장, 준장급 장성들 가운데 하나회 멤버가 있다는 주장이 제기되고 있고, 예비역 단체도 잠식한다는 주장이 있다.
공식적으로 군부라는 인식이 아직 없지만 내부적으로 알력이 아직도 상당히 남아있기 때문에 대령에서 준장으로의 진급심사에서 총 공석 55자리 중 육사 출신이 무려 40석이나 차지하고 있으며 이는 전체 진급 총원의 78%에 달한다. 이는 비육사 출신 공석을 모두 합친 것보다 3배 가까이 많은 숫자이다.
군내 유사한 사조직으로 당시 알자회가 있었지만 문민정부의 군사 조직 금지 조치 이후로는 별다른 움직임이 없었다. 그러나 내부적인 알력이 아직 남아있으며 특히 현역에서 예비군의 세력다툼이 심각하다.

## 역대 하나회 구성원 및 관련 사안

### 12·12 군사 반란 관련 행정부 사안

#### 총리 일행의 엄호를 거부한 군인
이희성 중정부장 서리가 전두환 보안사 사령관에게 신현확 총리를 모시고 국방부 장관을 모시러 국방부로 함께 가자고 했으나 거부하여, 군계통이 아닌 이희성 중정부장 서리만 신 총리와 함께 1공수여단이 점령한 상태인 국방부 청사로 간다.

#### 미군과의 연합사 작전 방해
미국은 북한의 남침이 우려된다는 이유로 날이 밝을 때까지 병력을 출동하지 말도록 미8군 벙커 노재현 국방장관에게 까지 종용하였다. 그리고 보안사 요원들은 육군본부가 출동 준비령을 내리고 20여십분 이후부터 26사단와 수도기계화보병사단에 전화 연락이 두절되게 한다. 그런데 보안사는 새벽 4시30분경 수방사 장태완 사령관을 연행하며 수방사 영내 육군본부 지휘관들은 집으로 귀가시킨다.

#### 속칭 바지 계엄사령관 임명
12․12 사건으로 군권을 장악한 전두환의 요청에 따라 이희성 계엄사령관은 육군참모총장에 취임하여 계엄사령관의 권한이 있었으나 비상계엄이 해제된 1981년 1월 24일까지 전두환의 말을 듣지 않고 자신의 의사대로 참모총장을 한다는 것은 불가능한 일이어서 주요업무는 전두환의 의도가 많이 참작되었다. 내란 관련 이희성 계엄사령관의 검찰진술 조서에서 검찰은 속칭 '바지 계엄사령관'이었냐고 당시 계엄사령관을 평가했다.

#### 전임 육군 참모총장 구속영장의 강압에 의한 발부
이희성 계엄사령관은 정승화 육군참모총장이 박 대통령 시해사건에 연루되었다는 생각은 전혀 안했고, 정승화가 김재규의 범행과 관련이 있어 연행했다는 합동수사본부 측 주장에 대해 그렇게 생각하지도 않았다. 12․12 사건 당시에 합동수사본부 측에서 동원한 병력이 서울에 주둔해 육본, 국방부 등을 장악했고, 서울주변의 부대도 합동수사본부 측이 장악하고 있었다. 그렇게 합동수사본부 측에서 전권을 장악하다시피 했기에, 보안사 수사관이 정승화 전 총장을 구속 수사하겠다며 영장을 청구하였을 때 계엄사령관은 어쩔 수 없이 구속영장을 발부할 수 밖에 없었다.

#### 보안사에서 군 인사 협의체를 조직 및 운영
합동수사본부와 군 인사 두 분야에 모두 관련이 없는 국방부 군수차관보 유학성 장군이 합동수사본부 측에 합세하여 군 인사 문제에 의견을 제시하고 관철을 시켰다. 유학성 장군은 합동수사본부 측의 의견을 계엄사령관에게 말하면서 만장일치로 결정되었다는 말을 하여서, 보안사에서 인사를 위한 모임을 만들어 의논하고 있다는 느낌을 계엄사령관에게 주기도 하였다.

### 10·26사건 관련 행정부, 사법부 관련 사안

#### 현직 국군통수권자 발표를 전체 삭제
현직 국군통수권자 신분인 최규하 대통령이 10·26사건 재판과 관련한 "피고인의 진의와 진실이 공개적으로 밝혀지지 않고 있음에 유감의 뜻을 표하지 않을 수 없다. 또한 본건 재판에 관여하고 있는 변호인단에 관한 직접 간접의 압력과 공포 분위기가 즉시 시정되기 바란다."라는 언론 발표를 했으나, 언론 검열에서 보도 기사 전체를 삭제 조치한다.

#### 주범의 재판부 판결 전에 먼저 종범의 사형을 집행
10·26사건 당일 중앙 정보부장의 명령에 따라 행동했던 정보부 측 인원중에서 박흥주 대령만 군인 신분이어서 단심제로 사형을 당한다. 그런데 김재규 정보부장에 관한 판결이 5월에 나오기 전으로 사건이 아직 법원에서 계류 중인 3월에 종범임에도 먼저 총살을 당했다. 강신옥 변호사는 김재규에 관한 판결이 무죄로 내려졌을때는 되돌릴 수 없는 잘못된 형의 집행으로, 죽여서는 안되는데 죽인 것이라고 하였다.

#### 중앙정보부법이 금지한 현직 군인의 중앙정보부장 취임
전두환 보안사령관은 1980년 3월말 중앙정보부 재건을 위해서는 자신이 정보부장 겸직이 부득이 하다는 의견을 대통령에게 내었고 4월 14일부터 겸직을 하게 된다. 이희성 중정부장 서리는 굳이 겸직을 강행하는 것을 보고 전두환이 대권을 꿈꾸고 있다고 생각하였는데, 최규하 대통령, 신현확 총리, 이희성 중정부장 서리가 반대했던 취임이었다.

#### 사회의 긴급하고 불가피한 필요로 설립한 기구에서 전면적, 포괄적 역할을 수행
1980년 5월 31일 비상계엄 하에 대통령의 자문을 위한 기구로 국가보위비상대책위원회가 전두환이 상임위원장에 임명되며 설치된다. 제도적으로는 입법과 사법 부문에 관한 대통령 자문 기구였지만 연락실을 운영해서 계엄사가 관할하는 군 업무까지 일부 통제할 정도였다. 극비리에 5공화국 헌법을 만드는 일을 하는 국가보위비상대책위원회 법사분과위의 특정 위원은 보안사에 마련된 별도의 비밀 사무실을 사용하였다.

### 분류 외

#### 5.16 시기와 비슷한 군사혁명위원회 조직 요청
쿠데타에 성공후 계엄군 자체가 당시 최고 권력자인 전두환 휘하에 있었으나, 5.16 쿠데타 직후에 만들어진 군사혁명위원회, 훈타라는 조직을 조직하려고 한다. 이 조직은 군인들만으로 이루어져 행정, 입법, 사법 모든 기능을 다 갖추고 있는 조직이었다. 최규하 대통령이 신현확 국무총리와 다툼을 이유로 재가를 하지 않아 조직이 만들어지지 않는다.

#### 정권 찬탈을 목적으로한 광주항쟁 유도
광주항쟁 당시 미국은 대한민국의 시위를 대한민국의 민주주의에 관한 위협으로 보았고, 주한미군 사령관은 주한미군 주변에서 소요 사태를 바라지 않았다. 하지만 광주 항쟁 초기에 시위하는 학생만 진압하였다면 시위가 크게 확산되지 않았을텐데도 무차별적으로 현장에서 민간인들에게 폭력을 행사하였고, 11공수여단는 5월 18일 오후 2시경에 뒤늦게 증파되었는데 최근 방송의 인터뷰에서 전 한미연합사 위컴 사령관은 시위 진압이 아닌 정권 찬탈이 목적이었기에 시위대가 해산되길 원하지 않았는 의견을 내었다. 진압에 실패했다는 부마항쟁 시에 초동 단계의 군병력의 빠른 투입과 강경 대응이 부족하다고 보안사는 분석하여, 진압 부대들은 12․12 군사반란 이후 이희성 계엄사령관 재임 시기에 군사 훈련은 시위 진압을 위주로 받았었다. 광주항쟁 지휘체계에 의하면 진압부대는 한미연합사 아래의 31사단장을 통해 계엄사령관으로 보고가 이루어져야 하였으나, 한미연합사가 통제하지 못하는 정호용 특전사령관을 통해 보안사령관으로 직접 보고를 하였다고 군사 전문가들은 알고있다.

#### 위헌으로 분류된 특별법으로 전 국가기관장을 기소하여 유죄 선고
1977년 박정희 전 대통령의 지시에 따른 반국가행위자의 처벌에 관한 특별조치법(반국가특별법)이 제정되었다. 내란의 죄, 공무상 비밀의 누설, 군형법, 반란의 죄, 이적의 죄, 국가보안법, 반공법, 군사기밀보호법에 관한 범법자를 다루는 법으로 외환과 관련한 위반도 다룬다. 망명자 신분의 전 정보기관 수장이 1982년 기소되어 1심에서 유죄 판결을 받게 되는데, 14년만인 1996년 2심에서 무죄 판결은 받는다. 1995년에는 반국가특별법의 일부, 1996년에는 법령 전체가 위헌 판결을 받아서 효력을 잃게 된다. 이 위헌 법률의 제15조에서는 법무부장관을 국방부장관, 검사를 군검찰관으로 간주한다.

#### 금강산 댐 수공 사기극
장세동 국가안전기획부장의 주도로 기획된 평화의 댐 건설은 3배 이상 북한 금강산 댐의 저수 용량을 과장하였고, 댐이 무너지면 63빌딩 중턱까지 물이 차오르게 될 것이다고 알렸다. 1993년에 실시된 국정감사에서 북한의 수공 위협에 대한 정보를 조작했을 뿐 아니라 국민성금 모금을 시국 전환용으로 악용한 것으로 밝혀졌다. 충격적인 금강산 댐 관련 언론 보도가 있고 다음 날 10월 31일에 단일 사건으로 '최대의 구속 사태'인 건국대에 갇혀 있던 1288명을 체포, 구속하는 일이 있어났는데 신문 1면에도 관련 뉴스 기사가 실리지 못한다.

#### 인권유린 삼청교육대에 이은 기본권 침해와 이중처벌 논란의 보호감호시설
1979년 ‘12·12사건’을 계기로 권력을 장악한 신군부 세력은 이듬해 5월 31일 비상계엄 하에서 국가보위비상대책위원회를 설치하고 “국민적 기대와 신뢰를 구축한다”는 명목으로 사회정화작업을 추진했고, 그 일환으로 군경 합동작전인 ‘삼청작전’에서 교육대상자들을 검거하여 삼청교육대를 설치했다. 전두환 독재정권이 삼청교육대에서 사회로 내보내지 말아야 한다고 봤던 수용인원을 계속 감금하고자 '특수교도소' 설립을 추진했고, 1980년 11월 28일자 공문서에서 특수교도소 후보지로는 충북 1곳, 강원 4곳이 거론됐으나 실제 건립되지는 않았고, 이후 청송감호소라는 이름으로 경북 청송에 교도소가 문을 열었다.
미순화자로 분류된 B급 1만 16명은 순차적으로 9차에 걸쳐 1980년 9월 8일부터 1981년 1월 16일「사회보호법」(1980.12.18 제정, 법률 제3286호)에 의한 보호감호 처분 결정시까지 근로봉사라는 이름하에 작업에 동원되었다. 2007년 국방부 과거사진상규명위원회는 삼청교육대의 설치가 불법이며, 교육과정에서 각종 인권유린이 있었다는 내용의 보고서를 발표하였다.
청송감호소는 전두환 정권이 `상습범은 형기종료 후에도 즉각적인 사회복귀를 막야야 한다'는 논리로 보호감호제도를 시행함에 따라 1981년 10월 춘천교도소에 설치됐던 보호감호시설이 1983년 2월12일 청송으로 이전하면서 문을 열었다. 보호감호제의 근거 법률인 사회보호법은 기본권 침해와 이중처벌 논란으로 2005년 폐지된다.

#### 마약 단속에 소홀이라는 의심을 타국으로부터 당함
군부를 장악한 전두환은 1980년 1월 17일에 '사회기강 확립대책'을 발표한다. 1980년 3월에는 소탕 작전으로 마약왕 이황순을 검거하지만, 이황순과 밀접하게 지내던 보사부 마약과 감시계장은 너무나 황당하게도 현장 검증 중에 감시가 소홀한 틈에 도주하여 끝내 잡지 못한다. 1980년대 초에 일본 정부는 우리 정부에 “한국이 마약 단속에 소홀한 것이 의도적인 것 아니냐”는 의구심을 드러내기도 한다.

#### 대만과 국교 단절
대만은 6.25 전쟁에 소규모 부대를 파병하였다. 대한민국 제6공화국 정부는 1992년 8월 21일에 대만 정부와 공식적인 국교를 단절한다. 국교 단절로 대만 사람들은 마음의 큰 상처를 받았다.

### 신군부 명단
육사 1~10기
- 윤필용(육사 8기, 대한민국 육군 소장 전역): 육군 방첩부대장, 육군 수도보병사단장, 육군 수도경비사령관, 한국도로공사 사장, 한미친선협회 이사장, 한국전매공사 이사장, 한국담배인삼공사 사장
- 차규헌(육사 8기, 대한민국 육군 대장 전역): 주월사령부 비둘기부대장, 육군 제7보병사단장, 육군 수도경비사령관, 육군 수도군단장, 육군사관학교장, 육군참모차장, 육군 제2작전사령관, 교통부 장관
- 유학성(정훈 1기, 대한민국 육군 대장 전역): 육군 100군수지원사령관(십자성), 육군 제26보병사단장, 육군 전투발전사령관, 육군 동해안경비사령관, 육군본부 교육참모부장, 육군 제2군단장, 국방부 군수차관보, 육군 제3야전군사령관, 국가안전기획부장, 국회의원
- 황영시(육사 10기, 대한민국 육군 대장 전역): 주월사령부 참모장, 육군3사관학교장, 육군 제1군단장, 육군참모차장, 육군 제3야전군사령관, 육군참모총장, 감사원장
- 서종철 (육사 1기, 대한민국 육군 대장 전역): 육군참모총장, 국방부 장관
- 박승하 (육사 6기, 대한민국 육군 중령 전역): 육군 제1사단 예하 대대장
- 진종채 (육사 8기, 대한민국 육군 대장 전역): 육군 제2군사령관 역임.
- 이광로 (육사 10기, 대한민국 육군 중장 전역): 육군 수도군단장, 한국디자인포장센터 이사장, 민주정의당 국회의원, 민주자유당 국회의원, 국회 사무총장 역임.

육사 11기
- 전두환 (대한민국 육군 대장 전역): 하나회 회장. 육군 수도경비사령부 제30경비대대장, 육군참모총장 수석부관, 육군 제9보병사단 제29연대장, 특전사 제1공수특전여단장, 대통령경호실 작전차장보, 육군 제1보병사단장, 국군보안사령관, 계엄사령부 합동수사본부장, 중앙정보부장 서리, 국가보위비상대책위원회 상임위원장, 대한민국 제11~12대 대통령
- 노태우 (대한민국 육군 대장 전역): 하나회 부회장. 육군 수도보병사단(맹호) 1연대 3대대장, 육군참모총장 수석부관, 특전사 제9공수특전여단장, 대통령경호실 행정차장보, 대통령경호실 작전차장보, 육군 제9보병사단장, 육군 수도경비사령관, 국군보안사령관, 대한민국 제13대 대통령
- 정호용 (대한민국 육군 대장 전역): 특전사 제7공수특전여단장, 육군 제50보병사단장, 특전사령관, 제3야전군사령관, 육군참모총장, 내무부 장관, 국방부 장관, 국회의원
- 김복동 (대한민국 육군 중장 전역): 대통령경호실 차장보, 육군 제5보병사단장, 육군 제3야전군사령부 부사령관, 육군사관학교장, 대한광업진흥공사 사장, 학교법인 한국광산학원 이사장, 민주자유당 당무위원, 국회의원
- 권익현 (대한민국 육군 대령 전역): 육군참모총장 비서실 보좌관, 육군 제26보병사단 76연대장, 삼성정밀 상무, 국회의원, 민주정의당 사무총장
- 손영길 (대한민국 육군 준장 전역): 육군 수도경비사령부 참모장
- 백운택 (현역 대한민국 육군 중장 신분으로 사망): 육군 제71방위사단장, 육군 제9보병사단장, 육군 제1군단장 (1982년 사망)
- 최성택
- 안교덕 (대한민국 육군 대령 전역): 육군 제1야전군사령부 작전과장, 대통령비서실 민정수석비서관, 전국구 비례대표 국회의원, 농수산물유통공사 사장
- 노정기 (대한민국 육군 소장 전역): 외무부 본부 대사
- 박갑룡
- 남중수
- 김홍진

육사 12기
- 박희도 (대한민국 육군 대장 전역): 특전사 제1공수특전여단장, 육군 제26보병사단장, 특수전사령관, 육군 제3야전군사령관, 육군참모총장, 한국토지개발공사 이사장
- 박준병 (대한민국 육군 대장 전역): 육군 제20기계화보병사단장, 육군본부 인사참모부장, 국군보안사령관, 국회의원
- 박세직 (대한민국 육군 소장 전역): 육군사관학교 교수, 대통령비서실 안보담당 특별보좌관, 국방부 장관 보좌관, 육군 제3보병사단장, 육군 수도경비사령관, 한국전력공사 수석부사장, 국가안전기획부 차장보, 국가안전기획부 제2차장, 총무처 장관, 체육부 장관, 제10회 서울아시안게임 조직위원장, 서울올림픽 조직위원장, 제16대 국가안전기획부장, 서울특별시장, 제14·15대 국회의원, 제31·32대 재향군인회장
- 제갈욱 (대한민국 육군 소장 전역): 육군 제3보병사단장, 체육청소년부 장관, 국가안전기획부장, 서울특별시장, 국회의원, 88서울올림픽조직위원장
- 김대리 (대한민국 육군 대장 전역): 육군 제20기계화보병사단장, 국군보안사령관, 국회의원
- 이충열 (대한민국 육군 대장 전역): ( 대장(大將)전역): 특전사 제1공수특전여단장, 육군 특수전사령관, 육군참모총장, 토지개발공사장
- 양성은 (대한민국 육군 중장 전역):  특전사 제5공수특전여단장, 총무처 장관
- 김단 (대한민국 육군 중장 전역): 육군 수도경비사령부 제30경비단장, 국회의원
- 손성환 (대한민국 육군 소장 전역): 국군보안사령부 비서실장
- 김인석 (대한민국 육군 중장 전역): 국군보안사령부 인사처장, 대통령비서실 사정수석비서관, 국회의원
- 안필준 (대한민국 육군 대장  대장(大將) 전역): 국군기무사령관, 제1야전군사령관, 국군보안사령관, 대한석탄공사장, 보건사회부장관, 대한노인회장
- 정동철
- 황인수
- 이광근
- 박병하 (대한민국 육군 대령 전역): 육군 특전사령부 정보처 처장. 1980년대 경기도 시흥 개신교 일심교회 목사.[37]
- 장기오 (대한민국 육군 중장 전역): 특전사 제5공수특전여단장, 총무처 장관
- 김용욱 (대한민국 육군 소장 전역): 특전사 제3공수특전여단장,  총무청 차관보 출신. 동기 장기오에게 심한 열등감을 느껴 사고사로 위장한 암살을 계획하였으나 , 전두환에게 총애받던 장기오를 암살하기엔 부족한 행동력으로 계획을 시작조차하지 못하고 발각됨. 이후 행적이 확인되지 않음.

육사 13기
- 최세창 (대한민국 육군 대장 전역): 특전사 제3공수특전여단장, 육군참모차장, 육군 제3야전군사령관, 합동참모의장, 대한광업진흥공사 사장, 국방부 장관
- 정동호 (대한민국 육군 중장 전역): 대통령경호실 상황국장, 대통령경호실장, 한국도로공사 사장, 국회의원
- 오한구
- 신재기
- 윤태균
- 이우재 (대한민국 육군 준장 전역전역): 육군 제1군단 통신참모, 국가보위비상대책위원회 상임위원, 국회의원
- 조홍 (대한민국 육군 준장 전역): 육군 수도경비사령부 헌병단장, 육군본부 헌병감, 대한손해보험협회 회장
- 황진기
- 조명기: 서울지하철공사 (현 서울메트로) 감사
- 우경윤 (대한민국 육군 준장 전역): 육군범죄수사단장
- 최문규
- 권영휘
- 박종남
- 정진태

육사 14기
- 이종구 ( 대장(大將)전역): 육군참모총장
- 안무혁 (준장 전역): 건설공병단장, 국가보위비상대책위원회 건설분과위원, 공병여단장, 국세청장, 국가안전기획부장, 국회의원, 한국발전연구원 이사장
- 이춘구 ( 준장(准將)전역): 국가보위비상대책위원회 재무분과위원, 민주정의당 국회의원, 내무부 차관, 민주정의당 사무총장, 내무부 장관, 민주자유당 국회의원, 신한국당 국회의원, 신한국당 대표 최고위원
- 배명국
- 정도영 ( 소장(少將)전역): 국군보안사령부 보안처장
- 박정기
- 장기하 ( 소장(少將)전역): 제22보병사단장
- 신우식 ( 소장(少將)전역): 특전사 제7공수특전여단장, 한국관광공사 감사
- 장홍열
- 이경종
- 신쌍호
- 문영일
- 최종국
- 김충욱

육사 15기
- 이진삼 ( 대장(大將)전역): 특전사령부 참모장, 제21보병사단장, 제3군단장, 제1야전군사령관, 육군참모총장, 체육청소년부 장관, 제18대 자유선진당 국회의원
- 민병돈 ( 중장(中將) 전역): 특전사령관
- 고명승 ( 대장(大將)전역): 대통령경호실 작전담당관, 수도경비사령관, 국군보안사령관, 육군 제3야전군사령관
- 김상구
- 이대희
- 나중배
- 권병식
- 강지화
- 이한종
- 이상수
- 박태진
- 김중영
- 성용욱 ( 준장(准將)전역): 국세청장

육사 16기
- 장세동 ( 중장(中將)전역): 육군 수도경비사령부 제30경비단장, 특전사령부 작전참모, 특전사 제3공수특전여단장, 대통령경호실장, 국가안전기획부장
- 신말업
- 정순덕
- 최평욱
- 송응섭 ( 대장(大將)전역): 합참차장 역임
- 김정룡
- 정만길
- 이필섭
- 양현두
- 최원규
- 이지윤
- 김충식

육사 17기
- 허화평 ( 준장(准將)전역): 육군 제9보병사단 작전참모, 국군보안사령부 비서실장, 대통령비서실 보좌관, 대통령비서실 제1정무수석비서관, 국회의원
- 허삼수 ( 준장(准將)전역): 국군 보안사령부 인사처장, 대통령비서실 사정수석비서관, 미국 하와이대학교, 동서문화센터, 일본 교토대학교, 미국 스텐퍼드대학교 객원교수, 민주정의당 국책평가위원, 한국문화연구원장, 국회의원, 한국청소년연맹 총재, 사단법인 국제장애인협의회 이사장
- 안현태 ( 소장(少將)전역): 대통령경호실장, 국가원로자문회의 사무총장(장관급)
- 김진영 ( 대장(大將)전역): 육군 수도경비사령부 제33경비단장, 수도경비사령관, 육군참모총장
- 이현우 ( 중장(中將)전역): 국군정보사령관, 대통령경호실장, 국가안전기획부장
- 류근하
- 이문석
- 김근준
- 임인조
- 김태섭
- 이병태
- 이해룡
- 강명오
- 박장호

육사 18기
- 이학봉 ( 준장(准將)전역): 국군보안사령부 수사과장, 대공처장, 대통령비서실 민정수석비서관, 국가안전기획부 제2차장, 국회의원
- 구창회 ( 대장(大將)전역): 육군 제9보병사단 참모장, 국군기무사령관, 육군 제3야전군사령관
- 정봉화
- 성환옥 육군본부 헌병감
- 조남풍 ( 대장(大將)전역): 제1공수특전여단장, 수도기계화보병사단장(맹호), 육군교육사령관, 국군보안사령관, 육군 제1야전군사령관, 제35대 대한민국재향군인회 회장
- 김정헌 ( 중장(中將)전역): 육사교장
- 김재창 ( 대장(大將)전역)
- 이시용
- 배대웅
- 반준석 ( 소장(少將)전역): 육군사관학교 생도대장, 56사단장, 육군본부 동원참모부장
- 이승남

육사 19기
- 서완수 ( 중장(中將)전역): 국군기무사령관
- 김진선
- 노석호
- 최석립: 육군 수도경비사령부 33헌병경호대장, 대통령경호실 차장, 대통령경호실장
- 장석규
- 김상준
- 최윤식
- 김택수
- 김학주
- 최준식
- 이택형
- 김정환
- 최부웅
- 최윤수

육사 20기
- 허청일
- 안병호
- 김길부 ( 중장(中將) 전역): 육군 제28보병사단장, 병무청창
- 김무웅
- 김종배
- 이현부 (현역  중장(中將)신분으로 사망): 육군 수도기계화보병사단장[38], 육군 제7기동군단장
- 함덕선
- 장호경
- 안광열

육사 21기
- 이충석
- 최승우
- 표순배
- 여명현
- 전영진
- 강창남
- 신윤희
- 구태도
- 박찬규
- 홍순영

육사 22기
- 유효일
- 유회국
- 신양호
- 오형근
- 장성득
- 박범무
- 최기홍
- 조성호

육사 24기
- 민병국
- 홍한수
- 윤영정
- 강영옥
- 유보선
- 채문기
- 권중원

육사 25기
- 안광찬
- 황진하
- 이상제
- 이상선
- 임인찬
- 박석조
- 장세영
- 권경석
- 진병국
- 강찬희
- 유수재

육사 26기
- 이상학
- 김익성
- 이문택
- 안대환
- 최홍규
- 이기영

육사 27기
- 서삼섭
- 제정관
- 김부명
- 김준섭
- 김용석
- 홍순영
- 신용수
- 이해호

육사 28기
- 김진황
- 안병윤
- 임종국
- 김명길
- 이채인
- 이영우
- 권영욱
- 김익환
- 장용운

육사 29기
- 박향규
- 이명구
- 최득묵
- 한동원
- 강대구
- 조성호
- 나병태
- 정두찬
- 홍원기

육사 30기
- 김정근
- 김용기
- 조윤기
- 이현중
- 방정한
- 권행근
- 김덕곤
- 하형규

육사 31기
- 윤희만
- 이진우
- 최종대
- 임치규
- 김용수
- 한성동

육사 32기
- 안학승
- 차철이
- 신경철
- 최진학
- 이기원
- 한기업
- 이남호
- 김선도
- 이평회
- 김동화
- 허육
- 신태섭

육사 33기
- 김경규
- 김열수
- 박영록
- 김형원
- 민병달
- 용삼남
- 손삼수
- 이정훈
- 방동환

육사 34기
- 이해평
- 김정국
- 김홍식
- 노정수
- 김현배
- 이윤규
- 장사용
- 조영천
- 박종채

육사 35기
- 송영활
- 신동혁
- 정길현
- 김은홍
- 유제승
- 박정욱
- 최승주
- 심택용
- 김석순
- 정병욱

육사 36기
- 김용빈
- 김종만
- 김현집 ( 대장(大將)전역): 한미연합군사령부 부사령관
- 장창록
- 최계명
- 김달수
- 강현준
- 최익봉
- 김창용
- 조인상

## 평가
- 현대사에 귀족 군인-정치인 집단. 대부분의 신군부는 하인을 보유하기까지 했고 막강한 부와 권력을 누렸다.[39]

- 이희호 영부인 여사는 하나회 회원이 받는 가장 큰 특혜는 진급과 보직이었고, 공조직을 병들게 하고 무력화시켰다고 평가하였다.[40]
- 장태완 전 수도경비사령관은 하나회 회원을 超法的(초법적)으로 2년마다 특별진급을 시키는 바람에 군 5년 후배인 전두환이 본인의 준장 진급을 한 지 2년 만에 준장 진급을 했고, 본인이 26사단장으로 나갔더니 전두환은 이미 본인과 동격(同格)인 1사단장을 완료하고 본인보다 上格(상격)인 보안사령관이 되어 있어서 그때 사조직이 얼마나 무서운 것인지 알았다고 본인의 심경을 밝혔다.[39]

- 장태완 전 수도경비사령관은 박정희 대통령이 하나회를 비호(庇護)한 것이 12·12 군사 반란의 근본 원인이라고 밝혔다.[39] 수방사 사령관이 군사 반란 당시 상황실에 도착한 12일 밤 8시부터 사령부가 군사 행동을 중지한 오전 3시30분까지 수도경비사령부에서 반란군 측에 사격을 가한 것은 방공포대 1건 뿐이었는데, 이 것은 수도경비사령부 장교들의 보직을 하나회 사조직 멤버로 구성한 것임을 입증시켜준 결과로 보았다.[41] 게다가 특전사는 더 심해서 특전사령관인 정병주를 특전사 장교들이 공격하는 하극상을 벌였으며 이 과정에서 정병주 당시 특전사령관의 전속부관인 김오랑 소령이 전사하고 정병주 특전사령관 본인 역시 총상을 입었는데 이 때 자신의 최종 지휘관에게 하극상을 자행한 특전사 장교들이 하나회 사조직 멤버였다는 것을 증명하였다.

- 김장수 중령은 헌정사상 가장 완벽한 군인이었으며 명장의 자질을 보여준 뛰어난 군인이었으나 하나회의 알력에 밀려서 대령 진급에 1차 누락을 하고 중령으로서 다소 오랜 기간을 보내고 나서야 2차로 대령 진급했다.[42]

- 오직 진급심사에만 특화된 장교들로만 골라 모아놓은 조직인 탓에 그들의 자질은 보장할 수 없다. 일례로 하나회의 회원 중 한명이자 전두환의 바로 직계후배인 박희도의 경우만 하더라도 특전사 여단장 시절 지휘무능으로 인해 무장공비가 박희도의 담당 위수지역을 마음껏 농락한 뒤 북한으로 복귀하는 데에 성공하는 일이 벌어졌음에도 불구하고 그 박희도는 전두환이 대통령에 취임할 때까지 진급경쟁에서 살아남아 육군참모총장까지 올라갔다. 이렇게 무능한 박희도였던 탓에 박희도는 다른 건 모두 달라진 게 없고 단지 대통령만 노태우로 바뀌었을 뿐인 1988년, 바로 현역부적합전역 당했다.

- 하나회 회장이 전두환 소장이었던 탓에 아예 당대의 대한민국 육군 자체가 전두환에 의해 쥐락펴락하다시피 했으며 전두환이 소장이었음에도 불구하고 차규헌 중장, 황영시 중장, 유학성 중장 등 중장들이 소장인 전두환의 부하 노릇을 해서 군 위계질서에 균열을 일으켰다. 전두환이 대령 시절에 베트남 전쟁에 참전했는데 베트남에서 군공을 전혀 쌓지 못해서 무기밀매를 통해 구매한 적성화기들을 베트콩과 싸워 이겨서 노획한 전리품이라고 속이는 바람에 준장 진급은 1차에서 누락되었음에도 불구하고 박정희의 꼼수로 인해 전두환은 연대장 그 다음 보직을 '준장 보직'인 제1공수특전여단장으로 보직했다. 진급은 누락되었으나 보직은 진급했을 때와 전혀 다름없는 보직을 받았기 때문에 전두환은 사실상 진급에 성공한 것이나 다름없었으며 이후 무기 밀매 일이 조용해지자 전두환은 쥐도새도 모르게 준장으로 진급했다. 이 때의 전두환이 얼마나 안하무인이었냐 하면 장성급 장교들만 모이는 자리에 혼자만 1공수여단장(준장 대우) 자격으로서 대령으로 참석했는데도 불구하고 다리를 꼬고 앉아서 땅바닥에 가래침을 뱉는 등 주변에 전부 상급자밖에 없음에도 불구하고 엄청나게 건방진 행동을 했다.

## 알자회

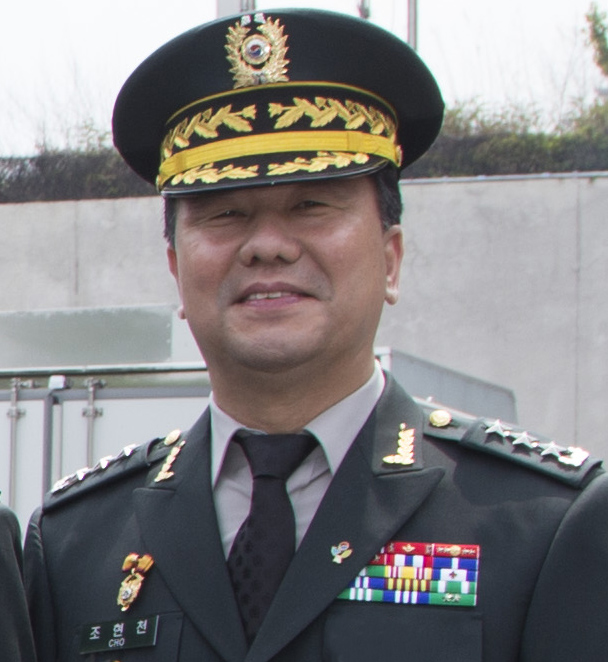
알자회의 대표적인 인물 조현천 중장

육군사관학교 출신 대한민국 육군 장교들로  하나회와 똑같은 군내 사조직이다.
이러한 제제를 거치며 알자회는 무력화된 것으로 알려졌으나 2014년 알자회 출신인 조현천 중장이 기무사령관에 임명되었고, 이후 알자회 회원들이 진급과 보직 보임에서 특혜를 받았다는 의혹이 일었다. 2016년 국정조사 청문회에서는 조현천 기무사령관이 비선라인을 통해 천거되었으며, 청와대가 군 인사에 개입하는 창구로 사용되었다는 의혹도 제기되었다.
1993년 김영삼 대통령의 하나회 숙청 이후 23년 만인 2016년, 박근혜-최순실 게이트 청문회를 계기로 군내 사조직이 아직도 있다는 사실과 그 이름이 알자회라는 사실이 세상에 알려졌다. 2014년경 한국일보 기사에 따르면 육사 34기부터 43기까지 기수별 10여명씩 총 120명이 가입한 것으로 파악되고 있으며 이름의 유래는 "알고 지내자"는 모임이란 뜻에서 알자회라고 한다. 대한민국 육군 내에서는 알짜 보직을 주고받아 알짜회라는 별명으로도 알려져 있다고 한다. 해군과 공군 출신 구성원은 없다.
김영삼 대통령이 집권하고 하나회 숙청할 당시 알자회도 발각되었지만, 그 규모가 워낙에 작았고 회원들의 직급도 낮았기 때문에 근신 정도의 가벼운 처분이 내려지는 것으로 끝났다. 결국 그때 뿌리를 뽑지 못한 것이 훗날 화근이 되었다.
대한민국 국방부의 공식적 입장은, '알자회는 이미 해체되었으며, 비선에 대한 인사개입은 존재하지도 않고, 일부 인원이 잔존하였으나 현재로선 문제가 없다'고 주장하고 있다. 그러나 군내 사조직을 결성하는 것은 심각한 위헌행위이며, 하나회가 어떤 만행을 저질렀고, 어떤 과정을 통해 혁파되었는지를 본다면 알자회 역시 그 사태가 심각하다는 것을 알 수 있다. 하나회보다 더 심각해질 뻔한 게 39기 수석인 장경석이 42기(장진섭), 43기(심상선) 수석을 포섭했다.
결국, 군 차원에서 잔존 알자회 회원을 전원 숙청하기로 결정하여, 알자회 관련 장교들의 진급을 영구누락시키고 해당 계급에서 전역 조치 또는 진급이 어려운 한직으로 배치했다.

## 같이 보기
- 청죽회 - 한국군 내부 종북/친중공 비밀 사조직
- 국가재건최고회의